# Römisch-katholische Kirche in der Dominikanischen Republik

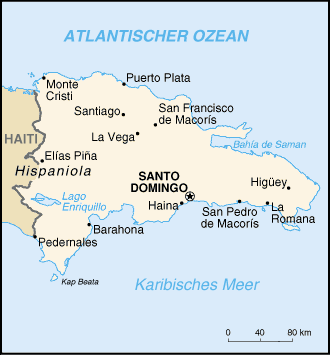

Die römisch-katholische Kirche in der Dominikanischen Republik ist Teil der weltweiten römisch-katholischen Kirche. Sie ist die größte Glaubensgemeinschaft in der Dominikanischen Republik. Einer Umfrage im Jahr 2020 zufolge waren damals 44,3 % der Dominikaner Katholiken.

## Geschichte
1851, 1878 und 1938 wurden in der Hauptstadt Santo Domingo Diözesansynoden durchgeführt, die insofern für die katholische Kirche in der Dominikanische Republik insgesamt wegweisend waren, als das Bistum bzw. Erzbistum Santo Domingo damals das ganze Land umfasste. Von 1990 bis 1997 fand in jährlichen Sitzungswochen das erste Partikularkonzil des Landes statt.
Octavio Antonio Kardinal Beras Rojas, Erzbischof von Santo Domingo, wurde 1976 durch Papst Paul VI. zum ersten Kardinal der Dominikanischen Republik ernannt. Papst Johannes Paul II. besuchte 1979, 1984 und 1992 die Dominikanische Republik.

## Organisation
Die römisch-katholische Kirche in der Dominikanischen Republik ist in zwei Erzbistümer und neun Suffraganbistümer gegliedert. Dem Annuario Pontificio zufolge zählte im Jahr 2016 das größte Erzbistum, Santo Domingo, 3.508.000 Katholiken. Ihm folgten das Erzbistum Santiago de los Caballeros mit 1.140.000 und das Bistum La Vega mit 799.000 Katholiken.
Vorsitzender der dominikanischen Bischofskonferenz (CED) ist Erzbischof Ramón Benito de La Rosa y Carpio. Apostolischer Nuntius in der Dominikanischen Republik ist seit Mai 2023 Piergiorgio Bertoldi.

## Bistümer in der Dominikanischen Republik
- Erzbistum Santiago de los Caballeros: Bistum La Vega, Bistum Mao-Monte Cristi, Bistum Puerto Plata, Bistum San Francisco de Macorís
- Erzbistum Santo Domingo: Bistum Baní, Bistum Barahona, Bistum Nuestra Señora de la Altagracia en Higüey, Bistum San Juan de la Maguana, Bistum San Pedro de Macorís